# 沃谢特
沃谢特（法語：Veauchette，法語發音：[voʃɛt]）是法国卢瓦尔省的一个市镇，属于蒙布里松区。

## 地理
沃谢特（45°33'43"N, 4°15'55"E）面积7.54 平方千米，位于法国奥弗涅-罗讷-阿尔卑斯大区卢瓦尔省，该省份为法国中南部省份，北起顺时针与索恩-卢瓦尔省、罗讷省、伊泽尔省、阿尔代什省、上盧瓦爾省、多姆山省和阿列省接壤。
与沃谢特接壤的市镇（或旧市镇、城区）包括：昂德雷济约-布泰翁、克兰蒂约、里瓦、圣西普里安、沃什。

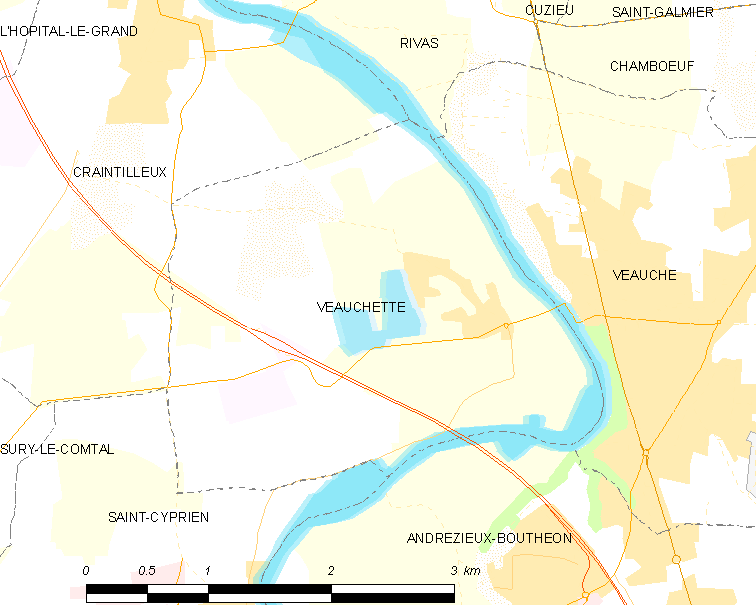
沃谢特的OSM定位图

沃谢特的时区为UTC+01:00、UTC+02:00（夏令时）。

## 行政
沃谢特的邮政编码为42340，INSEE市镇编码为42324。

## 政治
沃谢特所属的省级选区为昂德雷济约-布泰翁县。

## 人口

1962-2008年间沃谢特人口变化图示

沃谢特于2022年1月1日时的人口数量为1217人。